# Ducati Desmosedici
Ducati Desmosedici — серія гоночних мотоциклів з чотиритактним V-подібним двигуном, що випускаються компанією Ducati для участі у чемпіонаті світу з шосейно-кільцевих мотоперегонів серії MotoGP. Усі мотоцикли цієї серії славляться потужним двигуном та розгінною динамікою, про що свідчить рекорд максимальної швидкості в чемпіонаті, встановлений GP16 під час Гран-Прі Італії-2016 (Андреа Янноне зміг розігнатись до 354,9 км/год), слабкою ж стороною є погана керованість у поворотах.
Індекс GPx показує версію мотобайка, де x відповідає року, коли модель брала участь у перегонах (наприклад, Desmosedici GP9 брала участь 2009 року).

## Історія
Рішення про вступ в Королівський клас було прийнято навесні 2001 року. До цього завод завоював 8 титулів і 9 кубків конструкторів в серії World Superbike. Потужна V-подібна двійка з десмодромним механізмом газорозподілу, щоправда, не підходила для гонок Гран-Прі. Інженери зупинили свій вибір на 4-циліндровому L-подібному двигуні (кут нахилу циліндрів 90°) з десмодромним приводом клапанів, яких на кожен циліндр доводилося по 4. Випробування тривали 9 місяців. У підсумку, на світ з'явився «малюк», об'ємом 989 см³ з парним порядком запалення суміші в циліндрах. Батьком дітища став геніальний інженер і технічний директор Ducati Corse Філіппо Преціозі, матір'ю — весь колектив заводу.
Первістка назвали Desmosedici, що означало «Desmo-16», тобто, 16-клапанний. На прес-конференції, що відбулася в листопаді 2002 року, директор Ducati Corse Клаудіо Доменікале пояснив, що завод розглядав всі можливі варіанти компоновки, включаючи V-Twin. Але комп'ютерне моделювання показало, що 2-циліндрова схема буде неконкурентоспроможна в MotoGP. Хоча V-Twin мав перевагу майже в 10 кг перед рядними «четвірками» та іншими форм-факторами, через великий розмір поршнів зберігалася висока ймовірність локального перегріву і вибуху двигуна. До того ж, такий двигун не зміг би (навіть у теорії) розвинути потужність більше 230 к.с.

### GP3
Перший прототип назвали GP3 (GP — Гран-Прі, 3 — рік експлуатації 2003) «Double Twin» («два по два»). Він отримав овальні ковані поршні, здатні витримувати величезні навантаження і перегрів при швидкості обертання вала в 18000 об./хв. Двигун живили чотири інжектора, виробництва Magneti Marelli, з прямим впорскуванням палива. Система запалювання «Twin Pulse» дозволила з великим успіхом реалізувати ефект «big bang», підпалюючи суміш у циліндрах попарно. Баланс зберігався завдяки тому, що крутний момент подавався на заднє колесо не постійно, а з невеликими перервами, як у 2-циліндрового мотоцикла. На заводських випробуваннях із заднього колеса GP3 зняли 205 к.с. при 16 000 об./хв. (220 к.с. на колінчастому валу), а крутний момент склав 100 Нм на 14 000 об./хв.
Дебют Desmosedici на Гран-Прі Японії 2003 року став справжнім тріумфом. Лоріс Капіроссі, який погодився співпрацювати з заводом відразу, як тільки його запросили в проєкт, зійшов на другу сходинку подіуму в першій же гонці, поступившись Honda Макса Бьяджі менше 2 секунд. Через пару місяців, на очах у 96 000 глядачів Лоріс виграв Гран-Прі Каталонії, де пілоти Honda були вже в ролі наздоганяючих. Напарником Капіроссі був Трой Бейліс, якому відвели роль розробника, тоді як Лоріс привозив результат. У 2003 заводська команда «Marlboro Ducati» завоювала 9 подіумів і зайняла друге місце в Кубку конструкторів.

### GP4
Розробка та всебічні поліпшення Desmosedici не зупинялися ні на секунду з того моменту, як GP3 вийшов на гоночний трек. До зимових тестів 2004 D16 оновився на дві третини.
Двигун GP4, що був також несучим елементом шасі (до нього прямо кріпилася консоль задньої підвіски), модернізували. Інженери змінили форму камери згорання, форму і матеріал клапанів, а також внесли масу невеликих, але важливих коригувань практично у всі деталі. Спільно з конструкторами з Termignoni, Ducati Corse вдалося змінити дизайн вихлопної системи і скомпонувати ще більш компактну систему двигун-шасі. Паливний бак «втопили» на 15 мм, збільшили обсяг повітряного боксу, за рахунок чого не тільки підвищили крутний момент, але і значно знизили центр мас. Після випробувань завод оголосив про надбавку ще 500 оборотів і 10 к.с. Тепер на задньому колесі у D16 жили 215 «конячок» на 16 500 об./хв. Верхня частина рами отримала нові елементи для швидкої заміни двигуна. Маятник заднього колеса — справжній шедевр — зварна конструкція з легкого, пресованого алюмінію виявилася на 3 кг легше сталевого попередника. Передня підвіска істотно «полегшилася» після установки 42-мм «перевертнів» Ohlins (в 2003 використовувалася важка 50-мм вилка). Так само в Ducati оголосили про перехід на шини виробництва Bridgestone. Італійська компанія стала першою, що підписала контракт з японцями, тому геометрія шасі спочатку була розрахована під 16,5-дюймові колеса.
Загалом, 60% мотоцикла, більше 550 з 915 елементів в 2004 році завод оновив. Офіційний тест-пілот Віто Гуарескі намотав на колеса різних проміжних версій прототипу більше 30 000 км.

### GP5
Завод Ducati увійшов у 2005 рік з гаслом «еволюція, а не революція». Всього дві зміни: нові система управління двигуном і маятник заднього колеса. Ще невеликі зміни в системі живлення та конструкції бензобака, пов'язані з набуттям чинності регламенту про безпеку на піт-лейні: бензобаки мотоциклів повинні бути заповнені абсорбуючою губкою і ніяких більше «швидких заправок» під тиском. В іншому, Ducati GP5 — той же 230-сильний байк масою 148 кг.
Однією з головних переваг Ducati Corse перед Yamaha Motor Racing і HRC завжди була гнучкість виробництва і пристрасть, з якою до проєкту ставився директорат заводу. На відміну від японських відділів, що стали відокремленими підприємствами з власним бюджетом і проблемами, в Борго Панігале могли жертвувати багатьом, зберігаючи скромні (у порівнянні з Honda, наприклад) бюджети.

### GP6
Проєкт GP6 розвивався, але насправді, завод вже був готовий до вступу в 800-кубову еру Великих Призів: GP6 — він же GP7! Якщо придивитися до GP6 на січневій презентації в Мадонні ді Компільо, Desmo вже тоді виглядав незвично «підтягнуто і струнко». З 990-кубовою моделі в 800-кубову мігрували електронна начинка, шасі, бензобак і аеродинамічний обвіс — практично без змін. Суха маса мотоцикла залишилася колишньою, підвіски — колишні (та ж 42-мм вилка і моноамортизатор Ohlins), ті ж колеса, ті ж карбонові Brembo діаметром 320 мм з 4-поршневими супортами. Тільки бензобак трохи менше — 21 л.

### GP7
Модель наступного року Ducati показали на три місяці раніше, ніж конкуренти. Філіппо Прециозі навмисне вибрав для презентації Mugello Circuit: тут в 2002 році Ducati представила свій перший GP3.
До серпня 2006 року в розпорядженні Гуарескі було 20 двигунів в різних конфігураціях. Трекові тести почалися дуже рано, в травні. Офіційний перший виїзд — на тестах MotoGP у Брно: «Я випробував всі новітні рішення Ducati, втілені в GP7. Враження та емоції такі ж, як в 2002 році, коли ми викотили з гаража GP3. Ніби в твоїй родині з'являється друга дитина, і його перші „крики“ надихають».

### GP12
У 2012 році на цій моделі виступали знаменитий мотогонщик Валентіно Россі та Нікі Хейден.

### GP15
Новий GP15 був представлений 16 лютого 2015 року в Борго Панігале. В порівнянні з моделлю попереднього покоління оновлений Десмоседічі став компактнішим. Розміри двигуна були зменшені, що дало інженерам команди більше свободи в розподіленні мас мотоцикла. Перші випробування мотоцикла пройшли на других передсезонних тестах на Сепанзі 23-26 лютого 2015. В процесі підготовки до сезону на третіх (і останніх) передсезонних тестах у Лосейлі в дизайні мотоцикла з'явилась нова деталь — крила-елерони, призначені для створення додаткового навантаження на переднє колесо у поворотах. Під час заїздів команда використовувала лише покришки, призначені для заводських команд, хоча мала можливість користуватись більш м'якими варіантами резини, доступними для категорії Open — і на них змогла на рівних конкурувати з  найкращими гонщиками. У перших 2 днях тестів гонщики «Ducati Corse» були найшвидшими — спочатку Янноне, потім Довіціозо, який навіть перевершив рекорд кола.
У бойових умовах, тобто у гонках чемпіонату сезону 2015, GP15 теж виявився досить конкурентним. Зокрема, вже на дебютному Гран-Прі в Катарі обидва гонщики команди, Довіціозо та Янноне, фінішували на подіумі, зайнявши 2 та 3 місця відповідно. Загалом же за сезон вони на двох завоювали 8 подіумів, 2 поули та 1 найшвидше коло.

### GP16
В новому Desmosedici GP16 інженери Ducati зосередились над покращенням підвіски — двигун і до цього славився своєю потужністю та швидкістю. У розробці над новим алюмінієвим шасі «Ducati» допомогла швейцарська компанія «Suter Racing Technology», яка мала чималий досвід у розробці гоночних мотоциклів.

### GP21
- двигун: 4-циліндровий, V-образний, кут 90°, 4-тактний, 4 клапани на циліндр, DOHC-регулювання клапанів, рідинне охолодження
- ємність: 1000 см³
- потужність: >250 к.с.
- максимальна швидкість: >350 км/г[8]

## Desmosedici RR
Desmosedici RR — версія Desmosedici для звичайних доріг, вперше випущена на початку 2008 року.